# Flugplatz Aleksotas

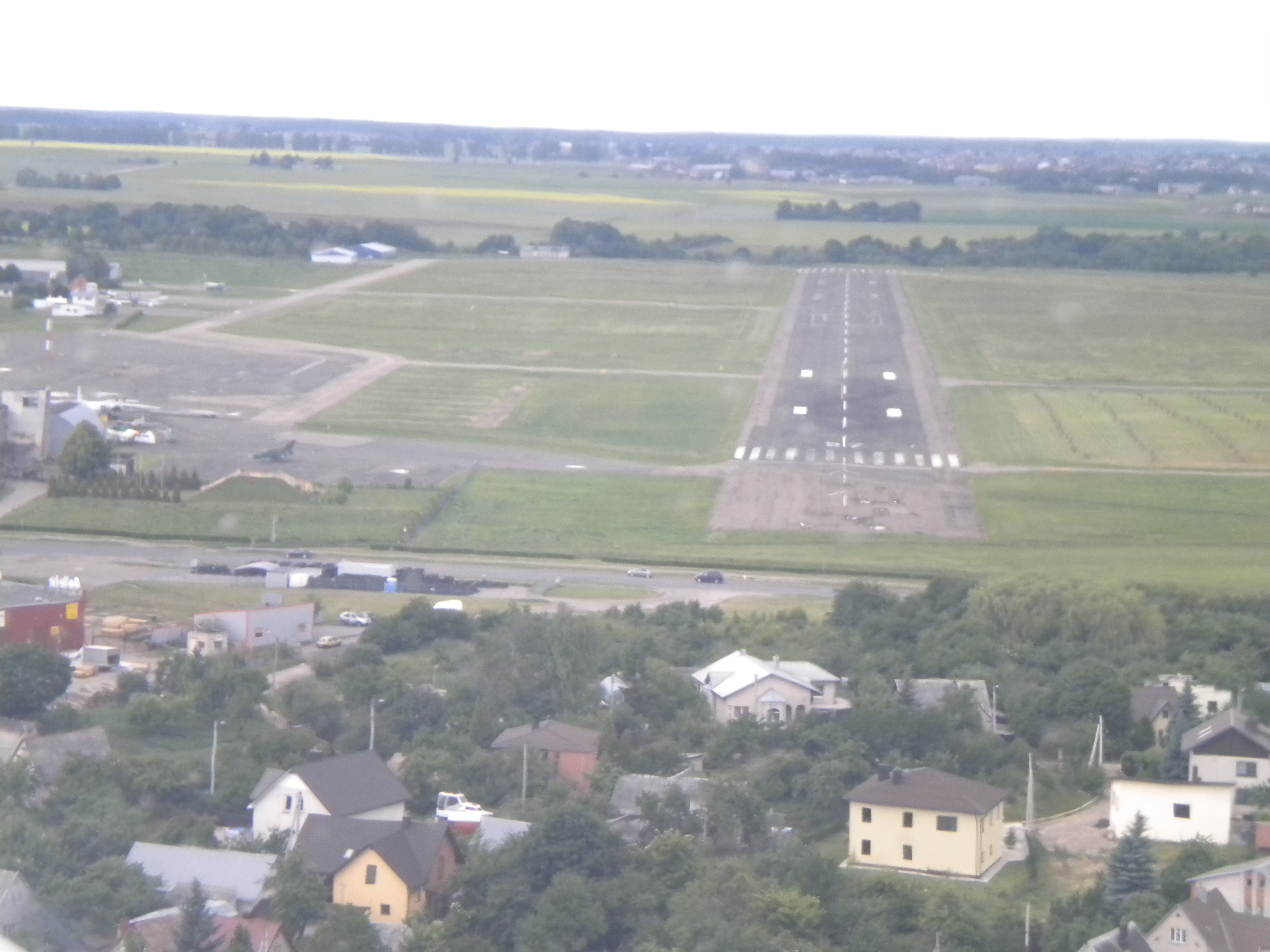
Anflug auf Aleksotas Piste 27

Der Flugplatz Aleksotas (ICAO-Code: EYKS) ist ein Flugplatz im südlichen Stadtteil Aleksotas der Stadt Kaunas in Litauen. 

## Geschichte
Der Flugplatz wurde während des Ersten Weltkriegs 1915 von der kaiserlich deutschen Armee als Landeplatz für Militärluftschiffe erbaut und besaß eine Luftschiffhalle. Nach der Eigenständigkeit Litauens 1918 wurde er für Flugzeuge ausgebaut und diente danach zunächst als ziviler Verkehrslandeplatz. Seit der Fertigstellung des östlich von Kaunas gelegenen neuen internationalen Flughafens Kaunas (litauisch Oro Uostas Karmėlava) in der Nähe des Ortes Karmėlava wird der Flugplatz Aleksotas nur noch als Sportflugplatz genutzt. Der Flugplatz selbst ist in einem sehr guten Zustand, ausgerüstet mit einer Asphaltbahn (ohne Anti-Skid), einem parallelen Rollweg mit mehreren Zufahrten. Er verfügt allerdings nicht über eine Landebahnbefeuerung, eine Anflugkontrolle oder sonstige Anflughilfen.
Auf dem Gelände befindet sich auch das Litauische Luftfahrtmuseum mit zahlreichen Exponaten litauischer (und damit verknüpfter russischer) Luftfahrtgeschichte, sowie einem Denkmal mit Gedenktafeln aller verunglückten Luftfahrer des Landes. Der Platz trägt den Beinamen der beiden litauischen Luftfahrtpioniere Darius und Girėnas, die auch die 10-Litas-Banknote zieren.
Am Platz befinden sich einige Jak-52, mit denen Besucher an den an jedem Wochenende stattfindenden Kunstflugvorführungen teilnehmen können. Zusätzlich können dort selbstgebaute Ultraleichtflugzeuge, Motortrikes und sonstige Fluggeräte in Aktion begutachtet werden. Im Westteil des Platzes befindet sich eines der Forts, die Kaunas und die Memel in diesem Bereich umsäumen.